# Léon Deubel
Léon Deubel (Belfort (Franc Comtat), 22 de març del 1879 - Maisons-Alfort, 6 de juny del 1913) va ser un poeta francès. Hom l'enquadrà entre els "poetes maleïts".

## Biografia
Després d'acabar el batxillerat, Deubel treballà com a professor auxiliar a Pontarlier (abril-octubre 1897) abans d'aconseguir una plaça al collége Louis Pasteur d'Arbois, el novembre del 1897. A l'abril del 1899 deixà Arbois pel collége de Saint-Pol-sur-Tremoise, però aquesta nova destinació es mostrà molt complicada, i l'onze de febrer següent fou destituït.
Es desplaçà a París, on arribà el primer de març del 1900, i durant un temps visqué en la indigència. Assabentat de la situació, el seu oncle, que dirigia un majorista d'adrogueria, li feu arribar una ajuda econòmica fins que Deubel fou cridat a files. Mentre feia a Nancy els tres anys de servei militar que li pertocaven, Léon Deubel obtingué una herència de dotze mil francs, una fortuneta per a l'època. El novembre del 1901 fundà, juntament amb l'escriptor Hector Fleischmann, la Revue Verlainienne, revue d'art, d'esthétisme et de piété verlainienne, que s'extingí al tercer número, i Deubel també es publicà Le Chant des routes et des Déroutes i Sonnets intérieurs. Un cop alliberat de les servituds militars, viatjà per Itàlia (Venècia, Florència, Fiesole, Pisa), on s'amarà de la llum del Sud. De tornada a França, s'hostatjà a casa de Louis Pergaud, de qui n'esdevingué un bon amic. Publicà Vers la vie, Sonnets d'Italie, La Lumière natale, però els seus recursos econòmics no li permeteren fer-ho sinó en tirades de molt pocs exemplars. Aconseguí una tasca de secretari a la "Rénovation Esthétique", cosa que li donà una certa estabilitat económica: acollí el compositor Edgard Varèse i portà a la impremta Poèsies. Quan la "Rénovation..." canvià de propietari, Deubel fou acomiadat. Durant un temps, malvisqué a Maisons-Alfort fent traduccions, i al final es llevà la vida llançant-se al Marne, després d'haver cremat tots els seus manuscrits. Fou enterrat al cementiri de Bagneux (París).
En homenatge, Maisons-Alfort n'exposa un bust, obra de l'esculptor japonès Hiroatsu Takata, i el seu Belfort natal li dedicà un conjunt d'actes els anys 2013-2014, que es recordaran per l'estàtua de l'esculptor Philippe Besnard exposada a un jardí públic de la ciutat. El 1930, París ja li havia dedicat la plaça Léon-Deubel, al 16è districte de París, vora la porta de Saint-Cloud.

## Obres
- La Chanson balbutiante. Éveils, Sollicitudes, la Chanson du pauvre Gaspard.  Poligny: impr. de A. Jacquin, 1899.
- Le Chant des Routes et des Déroutes. Léliancolies.  Poligny: éditions de "la Vie meilleure", 1901.
- La Revue Verlainienne, 1901-1902.
- Sonnets intérieurs.  s.l.: l'autor, 1903.
  - Zech, Paul (adaptació alemanya). Die rot durchrasten Nächte, acht Sonette.  Berlin: Officina Serpentis, 1914.
- Vers la vie : poeèmes (1899-1903).  Lille: éditions du "Beffroi", 1904.
- Sonnets d'Italie.  Lille: éditions du "Beffroi", 1904.
- La lumière natale, poèmes.  Lille: éditions du "Beffroi", 1905.
- Poésies.  Lille: éditions du "Beffroi", 1905.
- Poèmes choisis.  Lille: éditions du "Beffroi", 1909.
- Ailleurs.  Berlin-Wilmersdorf: A.R. Meyer, 1912.
- Régner, poèmes.  París: Mercure de France, 1913.
- Œuvres de Léon Deubel. Vers de jeunesse. La Lumière natale. Poésies. Poèmes divers. L'Arbre et la Rose. Ailleurs. Poèmes divers. Appendice.  París: Mercure de France, 1924.
- Lettres de Léon Deubel.  París: Le Rouge et le noir, 1930.
- Chant pour l'amante.  s.l.: J. Réande, 1937.
- Léon Deubel, Poèmes 1898-1912.  París: Mercure de France, 1939.